# Caomaggiore
Il Caomaggiore o Cao Maggiore è un fiume italiano che scorre fra il Friuli-Venezia Giulia e il Veneto.

## Geografia
Nasce da risorgive a sudovest di San Giovanni di Casarsa della Delizia come rio Ristacchio, assumendo, dopo Torrate di Chions, l'idronimo roggia del Molino. Viene chiamato Caomaggiore solo da Marignana di Sesto al Reghena, dopo l'unione con le acque della Roggia Selvata.
Dopo pochi chilometri caratterizzati da una notevole tortuosità, entra nel comune di Cinto Caomaggiore, e raggiunge infine il Reghena tra Cinto stessa e Giai di Gruaro.
L'area in territorio veneto è protetta nell'ambito del parco dei fiumi Reghena, Lemene e dei laghi di Cinto e dei siti Natura 2000 della ZPS IT3250012 "Ambiti fluviali del Reghena e del Lemene - cave di Cinto Caomaggiore" e del SIC IT3250044 "Fiumi Reghena e Lemene - canale Taglio e rogge limitrofe - cave di Cinto Caomaggiore"
L'idronimo è evidentemente un composto delle parole cao (de acqua), termine veneto che significa "canale" (dal latino cavus), e maggiore.

## Affluenti
Il Caomaggiore non è caratterizzato da affluenti importanti. Nel suo corso, infatti, affluiscono solo canali di scolo interpoderiali, fossi e canali minori, tra i quali il più importante è il San Piero, breve canale che costeggia le acque del Lago "Secco". Questo canale nacque in seguito a dei lavori di bonifica del fiume Reghena. Il letto di quest'ultimo infatti fu deviato a ridosso dell'autostrada A28 per limitare le abbondanti esondazioni che avvenivano, nei periodi più piovosi, in zona Turundin. Ciò nonostante la porzione di letto vecchio non fu chiusa anche se ora lo scolo delle acque avviene soprattutto per mezzo del nuovo percorso artificiale. Per un lungo periodo i due letti venivano distinti l'uno dall'altro con i nomi di "Reghena vecchio" e "Reghena nuovo", ma con l'andare degli anni il primo venne ribattezzato "San Pietro" poiché costeggiante una chiesetta dedicata al santo.